# Gerda Hansson
Gerda Hansson var en svensk sjöräddningsbåt.
Gerda Hansson byggdes i USA enligt vad som kallas "Navy standard", innebärande bland annat att den var tillverkad i självsläckande material. Den användes i Sverige för tester av motorer och drivinstallationer av Volvo Penta. Därefter donerades den till Sjöräddningssällskapet 1976 och stationerades på Räddningsstation Rörö. Den överflyttades till Räddningsstation Käringön 1978 och till 1988 till Sjöräddningsstationen i Gryt.
Greta Hansson användes som utgångspunkt för konstruktion av Sjöräddningssällskapets räddningsbåtar av Eskortenklass vid mitten av 1980-talet.
Den gick senare från 1989 som dykbåt med namnet Gerda och var från 1993 registrerad som arbetsbåt. I juli 2007 inträffade en gasolexplosion i båten, när den låg förtöjd vid kaj i Grönemadshamnen i Grebbestad. Båten fick omfattande skador och sjönk, men bärgades senare.